# Parapandalus narval
Parapandalus narval är en kräftdjursart som först beskrevs av Fabricius 1787.  Parapandalus narval ingår i släktet Parapandalus och familjen Pandalidae. Inga underarter finns listade i Catalogue of Life.